# American-180
American-180 — американский пистолет-пулемёт, обладающий редким для этого типа оружия дисковым магазином большой ёмкости.

## История разработки и применения
Данное оружие было разработано на базе карабина Касулла Casull Model 290 в качестве дополнительного оружия для сотрудников полиции и тюремной охраны. Первоначально пистолет-пулемёт производился по контракту в Австрии, а затем импортировался в США компанией Christopher & Associates. Позже производство American-180 было налажено в США компанией American Arms International, а затем — Illinois Arms Company, Inc. (ILARCO). Довольно значительное количество пистолетов-пулемётов было принято на вооружение тюремной охраной федеральных и местных тюрем США, и активно использовалось при подавлении тюремных бунтов. Полиция очень быстро оценила достоинства этого оружия. Используемый в этом пистолет-пулемёте маломощный патрон .22 LR почти не давал рикошетов и обеспечивал отличную точность и стабильность, даже при стрельбе длинными очередями. А высокая скорострельность при стрельбе длинными очередями успешно компенсировала малое останавливающее действие отдельной пули, вкупе с большим магазином обеспечив высокую огневую мощь, которая была необходима при подавлении беспорядков.
Однако весьма неприятным фактом для сотрудников правопорядка оказалась неожиданно высокая эффективность данного оружия против их собственных бронежилетов. Несмотря на то, что отдельный патрон был маломощным, длинная очередь из автомата American-180 буквально «прогрызала» их бронежилеты, но лишь при условии, что цель была неподвижна и пули попадали приблизительно в одно и то же место брони.

## Конструкция
Пистолет-пулемёт American-180 построен на основе автоматики со свободным затвором, огонь ведётся с открытого затвора, режимы огня — одиночные выстрелы или очереди. Темп стрельбы в варианте под патрон .22LR (обычный малокалиберный патрон) — до 1 200 выстрелов в минуту. Магазин — дисковый, на 165, 177, 220 или 275 патронов, размещён над ствольной коробкой. На цевье размещена дополнительная пистолетная рукоять, улучшающая управляемость оружия. Оружие поддерживает установку лазерного целеуказателя.
Существует несколько модификаций данного оружия: с укороченным до 229 мм стволом, и вариант под патрон .22 Short Magnum rimfire (.22 WMR Short, .22 ILARCO), отличающийся большей огневой мощью, со скорострельностью до 1 500 выстрелов в минуту.